# UBE2QL1
UBE2QL1 (англ. Ubiquitin conjugating enzyme E2 Q family like 1) – білок, який кодується однойменним геном, розташованим у людей на 5-й хромосомі. Довжина поліпептидного ланцюга білка становить 161 амінокислот, а молекулярна маса — 18 338.
| 10         |  | 20         |  | 30         |  | 40         |  | 50         |
| ---------- |  | ---------- |  | ---------- |  | ---------- |  | ---------- |
| MKELQDIARL |  | SDRFISVELV |  | DESLFDWNVK |  | LHQVDKDSVL |  | WQDMKETNTE |
| FILLNLTFPD |  | NFPFSPPFMR |  | VLSPRLENGY |  | VLDGGAICME |  | LLTPRGWSSA |
| YTVEAVMRQF |  | AASLVKGQGR |  | ICRKAGKSKK |  | SFSRKEAEAT |  | FKSLVKTHEK |
| YGWVTPPVSD |  | G          |  |            |  |            |  |            |

A: Аланін

C: Цистеїн

D: Аспарагінова кислота

E: Глутамінова кислота

F: Фенілаланін

G: Гліцин

H: Гістидин

I: Ізолейцин

K: Лізин

L: Лейцин

M: Метіонін

N: Аспарагін

P: Пролін

Q: Глутамін

R: Аргінін

S: Серин

T: Треонін

V: Валін

W: Триптофан

Кодований геном білок за функцією належить до трансфераз. 
Задіяний у такому біологічному процесі, як убіквітинування білків. 
Білок має сайт для зв'язування з АТФ, нуклеотидами. 
Локалізований у ядрі.